# Ricky Wilde
Ricky Wilde, ursprungligen Richard James Reginald Steven Smith, född 6 november 1961, är en brittisk sångare, låtskrivare och musiker, som slog igenom som 11-åring med låten "I am an Astronaut". Han är son till Marty Wilde (född Reginald Leonard Smith), far till Scarlett Wilde (född Scarlett Lillian Smith) och bror till Kim Wilde (född Kim Smith) och Roxanne Wilde (född Roxanne Elisabeth Jessica Smith).

## Diskografi
- 1972 – "I am an Astronaut" / "Hertfordshire Rock"
- 1973 – "April Love" / "Round And Round"
- 1973 – "Do it Again, a Little Bit Slower" / "Love Around"
- 1974 – "Mrs. Malinski" / "Cassette Blues"
- 1974 – "Teen Wave" / "Round & Round"
- 1974 – "I Wanna Go To a Disco" / "Bad Boy"
- 1974 – "Cassette Blues" / "Teen Wave"
- 2018 – "Pop Don't Stop (Single Mix)" (Kim Wilde med Ricky Wilde)